# Bruno Carranza Ramírez
José Bruno Carranza Ramírez (5 de octubre de 1822, San José, Primer Imperio Mexicano - 25 de enero de 1891, San José, República de Costa Rica) fue un médico, periodista y político costarricense, 7.° Presidente de la República de Costa Rica, del 27 de abril al 9 de agosto de 1870, con el título de Jefe Provisorio de la República, luego del golpe de Estado de Tomás Guardia Gutiérrez contra Jesús Jiménez Zamora.

## Biografía
Nació en San José, el 5 de octubre de 1822. Hijo de Miguel Carranza Fernández (vicejefe de Estado de 1838 a 1841) y Joaquina Ramírez y García. Miembro de la Logia Unión Fraternal de la masonería costarricense de la cual fue Venerable Maestro.

### Estudios y actividades profesionales y empresariales
En febrero de 1840, Bruno Carranza Ramírez viajó a Guatemala, en compañía de su hermano Ramón y de José Antonio Pinto, para hacer sus estudios universitarios. Se graduó como bachiller en Medicina en la Universidad de San Carlos de Guatemala, el 19 de agosto de 1843, y posteriormente como licenciado en Medicina en esa misma casa de estudios.
De regreso en Costa Rica, ejerció su profesión en forma privada y también en el Hospital estatal San Juan de Dios y contrajo matrimonio el 29 de diciembre de 1846 con doña Gerónima Montealegre Fernández, hermana del futuro presidente de Costa Rica José María Montealegre Fernández.
Carranza fue inspector general de Vacuna y presidente del Protomedicato. Marchó a Nicaragua como médico militar durante la guerra contra los filibusteros de William Walker en 1856, pero hubo de regresar casi enseguida debido a la retirada del ejército costarricense y la epidemia del cólera morbus.
Además de su desempeño como médico, se destacó en el campo del periodismo, con la publicación de varios periódicos, entre ellos El Álbum y Eco del Irazú. Participó también en diversas actividades empresariales y comerciales. Fue propietario de fincas cafetaleras, una librería y una botica, entre otros negocios.
De 1855 a 1859 tuvo en concesión la administración de la Fábrica Nacional de Licores de Costa Rica y la entrega de licor al Estado.

### Cargos públicos
Durante las administraciones de Juan Rafael Mora fue varias veces Diputado. Tuvo a su cargo una misión diplomática a El Salvador en 1857. Representó a San José en la Asamblea Constituyente de 1869, aunque poco después de su elección renunció al cargo. Estuvo exiliado en varias oportunidades por razones políticas. Su ideología política fue liberal, con algunos rasgos de anticlericalismo.
El golpe militar del 27 de abril de 1870 lo elevó al poder, con el título de «jefe provisorio de la República». Durante su administración se creó la comarca de Limón, se dictaron medidas en pro de la libertad religiosa y se dictó una ley de garantías, que por primera vez en la historia de Costa Rica proscribió la pena de muerte. Se creó la comarca de Limón y se emitieron disposiciones para regular las Secretarías de Estado. También se efectuaron elecciones para una Asamblea Constituyente.
La principal figura de su gabinete, titular de las carteras de Relaciones Exteriores, Instrucción Pública y Culto, fue el abogado guatemalteco Lorenzo Montúfar y Rivera, exaltado anticlerical. Los restantes Secretarios de Estado fueron Joaquín Lizano Gutiérrez (Gobernación, Justicia, Policía, Agricultura e Industria), Rafael Gallegos Sáenz (Hacienda y Comercio) y Buenaventura Carazo Alvarado (Guerra, Marina y Obras Públicas).
Por desavenencias con el Comandante en jefe del Ejército, Tomás Guardia Gutiérrez, el 8 de agosto de 1870 presentó su renuncia a la Asamblea Constituyente, que le fue admitida al día siguiente. Su sucesor fue el mismo General Guardia.
Posteriormente fue miembro del Gran Consejo Nacional y Ministro Plenipotenciario de Costa Rica en El Salvador, donde firmó el tratado Carranza-Arbizú.

## Fallecimiento
Falleció en San José, el 25 de enero de 1891 a los 68 de edad.
| Predecesor: Jesús Jiménez Zamora 1868-1870 | 7.° Presidente de Costa Rica 27 de abril-9 de agosto de 1870 (de facto) | Sucesor: Tomás Guardia Gutiérrez 1870-1876 |